# Dealu Frumos (Aranyosvágás község)
Dealu Frumos falu Romániában, Erdélyben, Fehér megyében. Közigazgatásilag Aranyosvágás községhez tartozik.

## Fekvése
Aranyosvágás közelében fekvő település.

## Története
Dealu Frumos korábban Aranyosvágás része volt. 1956 körül vált külön 330 lakossal. 1966-ban 329, 1977-ben 311, 1992-ben 271, 2002-ben pedig 275 lakosa volt.